# Georg Adolf Erman
Georg Adolf Erman, född 12 maj 1806 i Berlin, död där 12 juli 1877, var en tysk fysiker och geolog. Han var son till Paul Erman och far till Adolf Erman.
Erman gjorde 1828-30 en vetenskaplig världsomsegling, under vilken han verkställde viktiga jordmagnetiska undersökningar och som han beskrev i Reise um die Erde durch Nordasien und die beiden Ozeane (fem band, 1833-48). Han gjorde även omfattande experiment över kroppars volymförändring vid smältning. År 1834 blev han professor i fysik vid Berlins universitet. Åren 1841-65 utgav han "Archiv für wissenschaftliche Kunde von Russland" (25 band).